# 肥媽
瑪俐亞，BBS，MH（1954年2月18日—），綽號肥媽，於香港長大的澳門土生葡人，擁有葡萄牙國籍的香港女歌手、演員及節目主持，以擅长黑人的流行音乐风格，宽广音域及夸张的噪音张力著称。她於2022年1月成為廣東省梅州市政協委員。「肥媽」一名起自入行前給予同事一種母親照顧親人的感覺，加上身型較胖，同事便稱呼她為「肥媽」。

## 背景

### 早年生活
瑪俐亞在葡屬澳門出生，早年在普濟禪院所在地觀音堂街的舊樓生活，曾就讀住所附近美副將大馬路的嘉諾撒聖心中學小學部。9歲基於父親離逝而隨家人移居香港島西營盤和中環（破廟旁邊搭的木屋），有7兄弟姊妹，肄業於官立嘉道理爵士小學（小六肄業）。早逝的父親是在澳門工作的葡萄牙人，而母親則是華人，但由於她在電視劇集中飾演過菲傭而因此常被誤會為菲律賓人。
瑪俐亞在9歲來到香港定居前喪父，7歲前後已到天主教嘉諾撒仁愛女修會領取物資幫補家庭，之後背負起養活一家七口的重任，曾在碼頭當苦力，也任職售貨員、在工廠當質檢女工（14歲以假名「白小燕」任童工）以及在辦公室任文員。進入香港娛樂圈前，她曾為生計糊口做過廚師。後來她不再當苦力，轉在各大夜總會收集歌手的資料，再引介歌手到餐廳演唱，充當經紀人抽佣金。1983年入行前任職於一間菲律賓餐廳，曾接受亞洲電視婦女節目《下午茶》主持人鮑起靜訪問。瑪俐亞的出道經過源於有一天一位酒廊歌手爽約，樂手要瑪俐亞出場頂替，她從此便從尖沙咀「Canton Disco」出道成為一名兼任酒廊歌手。1987年以一萬八千港元月薪轉為駐場歌手，經理人是唱片騎師 El Toro（Andrew Bull）。約1989年離開「Canton Disco」。

### 事業發展

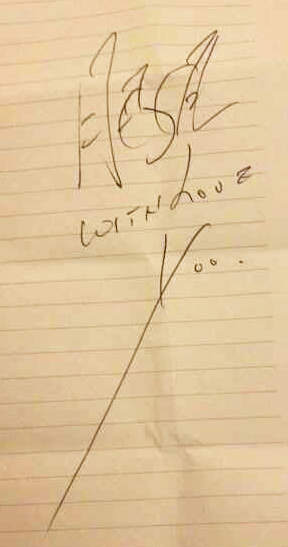
「肥媽」的字跡與中文簽名

1986年在任職「Canton Disco」駐場歌手期間獲好友岑建勳、陳欣健、林嶺東和泰迪羅賓發掘，演唱周潤發電影《龍虎風雲》主題曲《要爭取快樂》。另一方面，製作人卡龍為她籌備數張唱片專輯，結果錄得白金銷量成績。1988年，瑪俐亞客串參演《季節》，未幾受時任無綫電視高層陳慶祥賞識邀請為「Miss Playboy International」作表演嘉賓。當時，她憑著在周潤發電影《監獄風雲》中主唱《友誼之光》及《充滿希望》而成名，成為香港樂壇的另类歌手；《友誼之光》更成為香港樂壇的經典作品。雖善於演繹黑人爵士風格歌曲，在1980年代未能為大部份香港人接受；而她的歌曲多半已經絕版，只可以間中在當時的香港電影內聽到，例如《褲甲天下》中的《痴心當泥「辦」》、《法內情》的《Ma Ma I Love You》等。
1990年代末，她受聘於香港有線電視，在有線娛樂台開台時的娛樂節目《肥媽Phone Show》擔任主持人。《肥媽Phone Show》大受歡迎，2001年，她在有線電視同梁家仁主持phone-in《肥媽一家人》，探討親子問題與一週內社會新聞，每星期都有特定主題。2003年4月至2009年11月15日，她主持長達七年的有線娛樂台烹飪節目《肥媽私房菜》，期間她成功減肥，出書講述有關經歷。2009年，她為亞洲電視選秀節目《亞洲星光大道》首席評判，並轉往亞視主持《肥媽老友記》。
2008年她獲得香港特別行政區政府頒授榮譽勳章。
2012年，她回到無綫電視拍攝飲食節目《搵食》、《食平D》等。翌年，參與《澳門街》一戲，成為第56屆亞太影展焦點電影。同期曾創立娛樂製作公司「泉城控股」。《食平D》獲得觀眾歡迎，她在2014年及2015年再主持《食平DD》、《食平3D》，觀眾反應依然良好。
2014年她獲得香港特別行政區政府頒授銅紫荊星章。2015年6月8日和陸浩明上契，陸浩明是瑪俐亞第一個正式上契的契仔。同年於中山、陽江等地方開設「肥媽美食坊」及「肥媽美食城」。
2016年3月，在香港體育館舉行唯一一次個人演唱會。於《勁歌金曲》澄清並非封咪，仍會參與慈善、小型演出等活動，亦不會放棄烹飪節目，8月播出食平D系列第五輯《今個夏天食平D》。2017年4月，為無綫電視拍攝第六輯「食平D系列」《阿媽教落食平D》。2018年10月，再次為無綫電視拍攝「食平D系列」《肥媽優質食好D》。2020年4月，再次為無綫電視拍攝「食平D系列」《健康食平D》。
她曾經接拍的主要廣告代言工作，包括變靚D纖體美容中心（2000年代）、家庭電器及廚具品牌德國寶（2010年代）等。
瑪俐亞於1996年獲得美國一個「Asian American Award」（亞洲傑出人士）獎項，由當時的美國總統比爾·克林頓在白宮向她頒發。2009年，她又出席了當時的美國總統巴拉克·奧巴馬在白宮舉行的慈善晚會。

## 個人生活

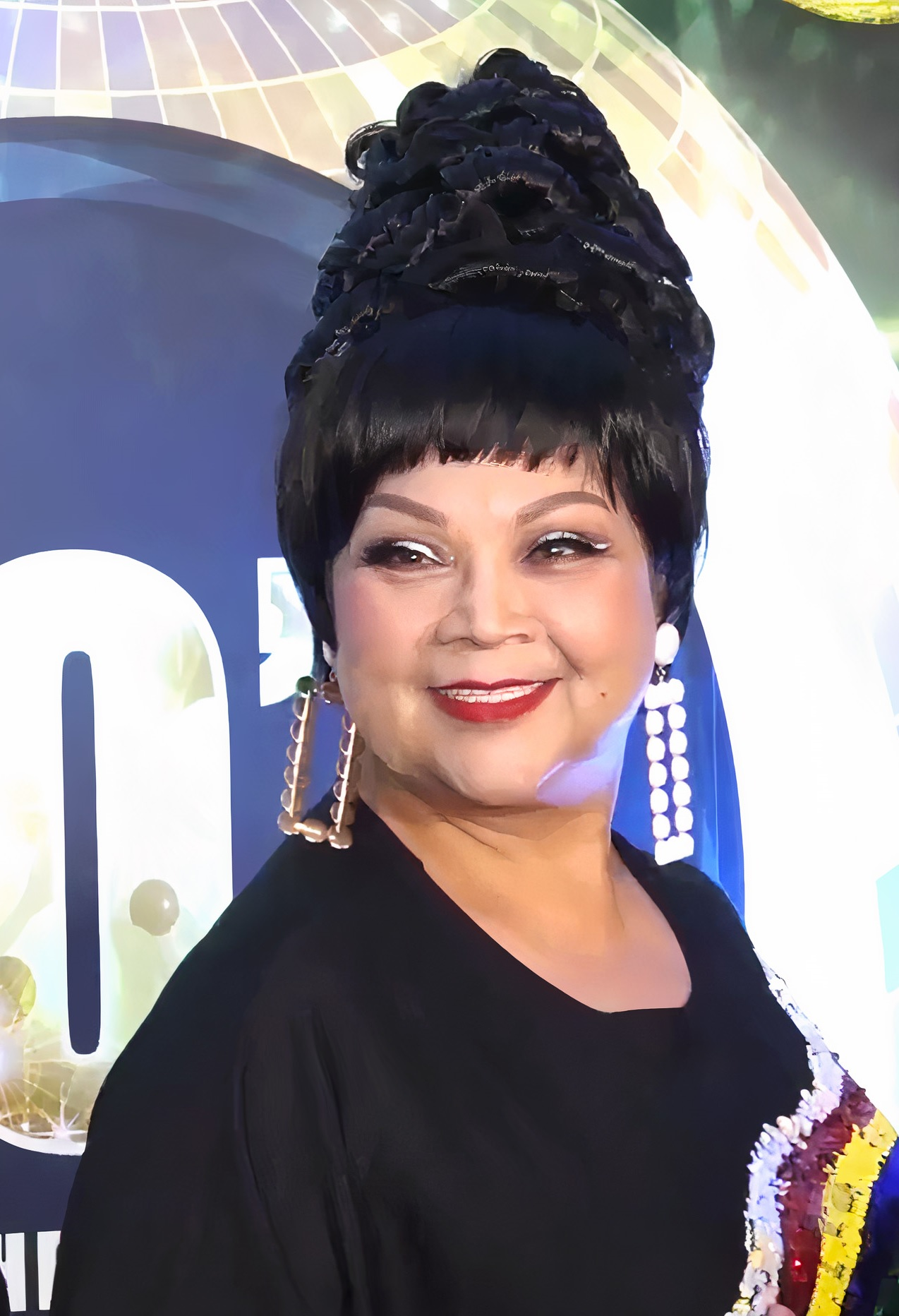
2018年10月22日，與李麗霞以筷子姊妹花造型出席「最好的時代慈善晚宴2018」

瑪俐亞於1972年結婚，與前夫育有6名子女，其後於1989年因家暴及婚外情離婚。1999年與第二任丈夫施曉洋（Ricardo Manoel 'Rick' da Silva）結婚施於2020年11月4日因末期肺腺癌病逝。
長子高進一（葡萄牙語：Alfonso Bibi Cordero）為香港曲棍球代表隊成員，並在2009年東亞運曲棍球賽中協助港隊奪得銅牌。
2019年4月24日，凌晨孫兒弄璋之喜，瑪俐亞以65歲之齡成為曾祖母。2020年，提名混血兒謝嘉怡參選2020年度香港小姐並因而奪得冠軍。及後，瑪俐亞邀請到謝嘉怡及她的父親Peter擔任網上烹飪節目嘉賓，笑言提名謝嘉怡參選只是貪圖獎金、獎品，更表示想與謝嘉怡上契為母女。。

### 方艙醫院相關觀點
2022年3月，擔任梅州市政協委員的瑪俐亞戴上2個口罩等多層保護下，到訪青衣方艙醫院。她參觀後表示方艙醫院的環境和設施比想象中好，「幾鬼舒服」（十分舒服），稱環境比私家醫院更好，又稱希望日後改變方艙用途成「臨時房屋」，讓失業的，無家的人入住。
2022年6月，瑪俐亞透露自己感染新冠病毒，有頭痛及發燒病徵。她事先接種過四針科興疫苗，並由兒科醫生李家仁為她接種。瑪俐亞表示自己一向「很小心」，不相信自己會「中毒」。她指其確診前一天的快測結果是陰性並如常「四周圍去」，包括行山，到街市，外出用膳和購物等。確診後，瑪俐亞在家中自我隔離，並未入住方艙醫院。

### JPEX事件
2023年9月虛擬資產交易平台JPEX被指無牌經營及懷疑詐騙，多名曾替JPEX宣傳的藝人和網紅被香港警方拘捕。由於瑪俐亞曾替加密貨幣教育學院「CryptoPARD加密豹」拍宣傳片，而該「學院」旗下找換店被指跟JPEX有聯繫，因此她被質疑有份宣傳JPEX。對此，瑪俐亞解釋自己曾上過「加密豹」的課程覺得挺好用，因此拍片介紹那裡的學費優惠，但她強調自己從未叫其他人購買加密貨幣，所以不擔心受JPEX事情牽連。

## 政治參與
瑪俐亞曾有加拿大國籍，於2021年時表示放棄該國籍已有數年。她曾於1988年末的訪問中稱，當時正以澳葡政府發出的華裔血統証明申請香港「三粒星」身份證，將於1989年初獲得，她同時亦表示以中國籍為榮，不會考慮移民（當時因九七回歸出現移民潮）。
1989年5月27日，瑪俐亞與眾藝人（包括譚詠麟、陳欣健、鍾鎮濤、張明敏、成龍等）到跑馬地馬場參與《民主歌聲獻中華》為支持北京八九民運而舉辦的籌款活動。
自1997年香港主權移交後，瑪俐亞的政治立場為親香港建制派，她積極配合政府宣傳粵港澳大灣區，在TVB節目《大灣區 活好D》表示中國內地無論生活環境、日常消費、買樓都比較好，另外又說自己在中山買樓，退休一定會到大灣區生活。瑪俐亞還在節目中試吃佛山順德的鯇魚魚生，直言味道好，但被網民質疑有食物安全風險。最終，食物安全中心及衞生署、衞生防護中心先後在facebook發帖，提醒市民鯇魚屬淡水魚，易有寄生蟲，進食前應徹底煮熟。但TVB回應，生魚片屬當地流行菜餚，強調並沒鼓吹觀眾食用。
在2018年11月香港立法會九龍西地方選區補選，瑪俐亞、袁詠儀、張智霖和區瑞強為民建聯、經民聯等支持的建制派候選人陳凱欣站台。七警案審判期間，瑪俐亞曾在Facebook曬出給警方的1萬港元捐款，被網民批評是「嘥氣（無謂之事）」。
2019年7月1日，瑪俐亞出席「創科：潮流音樂嘉年華」活動，演唱改編的《難兄難弟》，並表示很喜歡自己的國家，對國家越來越強大、香港越來越好有信心。同年7月20日，她與陳百祥擔任支持警察的守護香港集會主持，在台上發言時十分激動且用力踏地。她建議年輕人與長輩和平對話，公開指責立法局（實為立法會）泛民議員教壞年輕示威者，呼籲在場人士於今年2019年選舉中踴躍投票（2019年11月24日所舉行的為第六屆區議會選舉，立法會選舉實於2020年舉行）。她又豎起拇指，表達支持警方的立場。翌晚，發生元朗暴力事件，多名疑有黑幫背景人士襲擊市民，警方被公眾廣泛質疑執法不力，更懷疑警黑勾結，瑪俐亞事後表現激動爆哭，跟警方割席，強調沒有撐警，兩邊都沒有撐，心痛為何一家人要「打爛晒香港」。即使她其後澄清自己仍支持警方在連場「反送中」運動中嚴正執法，但她在守護香港集會的發言被惡搞成歌曲《肥媽有話兒》（原曲為Chandelier），點擊率在二十日內突破130萬人次。
2019年11月23日，即2019年區議會選舉前一日，中華人民共和國外交部駐香港特別行政區特派員公署Facebook專頁上載一條由40多位藝人拍攝的片段，呼籲用選票向暴力說不，瑪俐亞為其中一員。其餘藝人為成龍、王祖藍、容祖兒、陳小春、陳雅倫、莫華倫、吳啟華、惠英紅、洪祖星、周海媚、陳浩民、翁虹、關禮傑、林俊賢、劉錫明、李國祥、梁競徽、黃子揚、洪天照、莫鎮賢、梁家仁、湯寶如、李霖恩、李耀景、楊明、張柏文、歐靄玲、彭敬慈、文佩玲、蔡淇俊、陳國坤、林漪娸、李美慧、吳毅將、黎瑞恩、何婉盈、黃銘健、莊思敏、莊思明、陳秀麗、顏光興、顏仟汶、林迪安、黃竣鋒、鍾少雄。
瑪俐亞有參與支持港版國安法的聯署。

## 音樂作品

### 唱片
| 發行日期   | 專輯名稱              | 發行公司                  | 備註            |
| ---------- | --------------------- | ------------------------- | --------------- |
| 1987年6月  | 監獄風雲              | 銀星唱片                  | 粵語大碟        |
| 1987年     | 監獄風雲（台灣版）    | 滾石唱片                  | 粵語 / 國語大碟 |
| 1987年12月 | Maria Cordero同名专辑 | 銀星唱片                  | 粵語大碟        |
| 1989年     | 三千日後盡豪情        | 現代唱片                  | 粵語大碟        |
| 1990年1月  | 新歌風雲集            | 銀星唱片                  | 粵語大碟        |
| 1991年1月  | 幾許情深              | 現代唱片                  | 粵語大碟        |
| 1991年     | 鐵獄雷霆              | 博德曼唱片（新馬）        | 粵語 / 國語大碟 |
| 1993年     | 轟轟烈烈愛一場        | 波麗佳音                  | 國語大碟        |
| 2000年12月 | Maria And Friends     | 百利唱片                  | 粵語大碟        |
| 2005年6月  | 肥媽正傳              | 塗鴉文化                  | 國語大碟        |
| 2012年     | Maria                 | New Century Workshop (HK) | 粵語大碟        |

### 其他歌曲
- 1994年：亞視劇集《戲王之王》主題曲《星光背影》
- 1994年：亞視劇集《子夜情人》主題曲《戀戀紅塵》
- 2002年：亞視劇集《法內情2002》插曲、民主倒董力量會歌、香港人民廣播電台節目《風蕭蕭》主題曲《為了夢想》。
- 2009年：東亞運動會主題曲《衝出世界》
- 2017年：無綫劇集《味想天開》主題曲《天賜的滋味》
- 2023年：《感激這對手》，前Beyond樂隊主音黃家駒作曲，黃家駒的遺作之一[52]

## 演出

### 綜藝節目（無綫電視）
| 年份   | 節目                   | 備註 |
| ------ | ---------------------- | ---- |
| 2022年 | 中年好聲音             | 評審 |
| 2023年 | 獎門人I Love爸爸感謝祭 |      |
| 2023年 | 永遠光輝 黃家駒        |      |
| 2023年 | 奇蹟小店               |      |
| 2023年 | 中年好聲音2            | 評審 |

### 電影
- 1986年：《神探朱古力》
- 1987年：《龍虎風雲》
- 1987年：《你OK，我OK!》
- 1987年：《精裝追女仔》飾 Disco客人
- 1988年：《鬼馬保鑣賊美人》飾 黃玫瑰
- 1988年：《女子監獄》 飾 獄卒蔡姑娘
- 1988年：《獵鷹行動》
- 1988年：《火舞風雲》飾 Cat媽
- 1988年：《褲甲天下》
- 1989年：《群龍戲鳳》
- 1989年：《專釣大鱷》飾 瑪利亞
- 1989年：《新最佳拍檔》
- 1989年：《小小小警察》飾 喪禮表演嘉賓
- 1989年：《黑道福星》飾 周芳芳
- 1989年：《大男人小傳》
- 1989年：《合家歡》飾 鞋店老闆娘
- 1989年：《一眉道人》飾 教堂修女院長
- 1989年：《開心巨無霸》飾 何小珊
- 1990年：《監獄不設防》飾 大家姐
- 1990年：《小心間諜》
- 1990年：《老虎出更2》飾 Maria
- 1991年：《豪門夜宴》飾 賓客
- 1992年：《阿二一族》飾 陳志強妻
- 1992年：《童黨之街頭霸王》飾 肥媽
- 1993年：《飛越謎情》飾 桂花蚌
- 1993年：《北妹》
- 1993年：《危情》
- 1994年：《奸人世家》飾 肥婆霞
- 1995年：《街坊差人》
- 1996年：《1/2 次同床》
- 1996年：《天涯海角》飾 珍媽
- 1996年：《古惑女之決戰江湖》飾 夜總會媽咪
- 1996年：《紅燈區》飾 第一夜總會歌手
- 1997年：《最佳拍檔之醉街拍檔》飾 浩式母親
- 2001年：《Fing頭K王之王》
- 2002年：《一屋貪錢人》
- 2003年：《大丈夫》飾 Jo Jo
- 2003年：《我要結婚》
- 2003年：《好郁》飾 Mom
- 2004年：《天作之盒》飾 珠寶店女老闆
- 2004年：《浪漫春情》
- 2004年：《游龍戲鳳》飾 姨媽
- 2008年：《奪標》飾 雞媽
- 2010年：《72家租客》飾 開Phone府員工
- 2012年：《八星抱喜》飾 師父
- 2012年：《2012我愛HK 喜上加囍》飾 市民
- 2012年：《爛賭夫鬥爛賭妻》飾 十姨
- 2014年：《賭城風雲》 飾 蕭雲
- 2016年：《賭城風雲III》 飾 獄警
- 2016年：《打開我天空》飾 婆婆

### 電視劇
- 1988年：無綫電視《季節》飾演媽打新請回來的菲傭，並在年初一吃到有金幣的一個湯圓，亦因此經常被當作菲律賓人[53]
- 1992年：廉政公署《廉政行動1992-食價一族》飾演 周師奶 (被騙物業買家)
- 1994年：亞洲電視《子夜情人》飾演 肥媽
- 1994年：亞洲電視《戲王之王》飾演 香玉蘭 (客串第1集)
- 2000年：亞洲電視《快活谷》飾演 紅豆冰
- 2010年：亞洲電視《香港GoGoGo》(客串第74集)
- 2014年：SBS《誘惑》飾演 香港酒廊歌手Tina (客串第1集)
- 2017年：無綫電視《味想天開》飾演 何大莉（莉姨）
- 2017年：無綫電視《溏心風暴3》飾演 馮青 (客串第1集)

### 電視節目（主持）
有線電視娛樂台
- 《肥媽Phone Show》
- 《友唱友跳》
- 《娛樂熱賣10點半》
- 《肥媽一家仁/一家人》
- 《肥媽私房菜》
- 《肥媽當家》

亞洲電視本港台
- 《亞洲星光大道》首席評判
- 《肥媽老友記》
- 《亞洲星光大道4》評判

無綫電視明珠台
- 《Music Motion》

無綫電視翡翠台
- 《搵食》
- 《食平D》
- 《食平DD》
- 《食平3D》
- 《暖DD·食平D》
- 《今個夏天食平D》
- 《阿媽教落食平D》
- 《食好D 食平D》
- 《大灣區 活好D》
- 《肥媽優質食好D》
- 《食好D 食平D》
- 《大灣區 活好D》（第二輯）
- 《識玩旅行團》
- 《健康食平D》
- 《煮·野食》
- 《全民居家煮嘢食》
- 《肥媽李鼎》
- 《肥媽李鼎打大佬》

Astro華麗台
- 《肥媽新年新煮意》

### 演唱會
- 2009年：三個女人一個噓（葉麗儀、陳潔靈），地點：香港體育館
- 2016年：肥媽友誼長存30週年演唱會，地點：香港體育館
- 2017年：黑·媽媽笑住唱演唱會2017（李麗霞），地點：伊利沙伯體育館
- 2023年：柏沛樂蘋果果膠 肥媽面對面演唱會2023，地點：香港體育館

## 個人著作
- 2003年7月：《肥媽私房菜1》
- 2003年10月：《肥媽私房菜2》
- 2004年1月：《肥媽私房菜3》
- 2004年7月：《肥媽極速瘦身天書》
- 2004年7月：《肥媽私房菜4》
- 2005年2月：《肥媽廚藝坊系列1私房滋補湯》
- 2005年9月：《肥媽廚藝坊系列2滋味家常菜》
- 2006年4月：《媽寶食譜》
- 2006年7月：《肥媽廚房之親子小吃》
- 2010年7月：《肥媽傳統小吃》（與Ada Wong合著）
- 2013年7月：《肥媽廚藝坊3煮得慳》
- 2014年4月：《肥媽廚藝坊4煮得慳2》
- 2014年7月：《肥媽私房菜精華版》
- 2015年7月：《肥媽廚藝坊5煮得慳3》

## 獎項
- 十大中文金曲歌曲獎《友誼之光》
- TVB 馬來西亞星光薈萃頒獎典禮2017 最喜愛TVB節目主持
- AEG音樂頒獎典禮2021 鑽石殿堂歌手

## 外部連結
- 肥媽的Facebook專頁
- 肥媽的Instagram帳戶
- 肥媽的新浪微博
- 肥媽在香港影庫上的簡介